# 周退密
周退密（1914年9月2日—2020年7月16日），原名昌枢，号石窗，斋名红豆宦、退密楼、安亭草阁，生于浙江宁波，中国学者、收藏家、史学家、书法家。

## 生平
祖籍浙江鄞县，是房产大王兼大收藏家周湘云侄子。生于宁波，1940年迁居上海。早年就读于上海中医专科学校，上海震旦大学，复旦大学法学院。历任上海法商学院教授，大同大学教授。曾在哈尔滨外国语学院，上海外国语学院教授英语、法语。1988年任上海文史馆研究员。现任中华诗词研究院顾问，上海诗词学会顾问、理事。
2016年获得《诗刊》年度诗词奖，将奖金悉数捐建希望小学。

## 著作
- 《法汉辞典》，参与编撰
- 《近代上海藏书纪事诗》，与宋路霞合著，介绍上海藏书家
- 《周退密诗文集》
- 《四明会墨咏》
- 《海上名家书法选·周退密书法集》
- 《墨池新咏》
- 《退密楼诗词》
- 《安亭草阁词》
- 《周退密先生自书诗》[5]

## 传记
- 《文字之福：周退密的百岁人生》，作者：沈迦，北京联合出版公司2022年5月出版。[6]